# Torleiv Corneliussen
Torleiv Schibsted Corneliussen (* 25. Juli 1890 in Oslo; † 29. April 1975 ebenda) war ein norwegischer Segler.

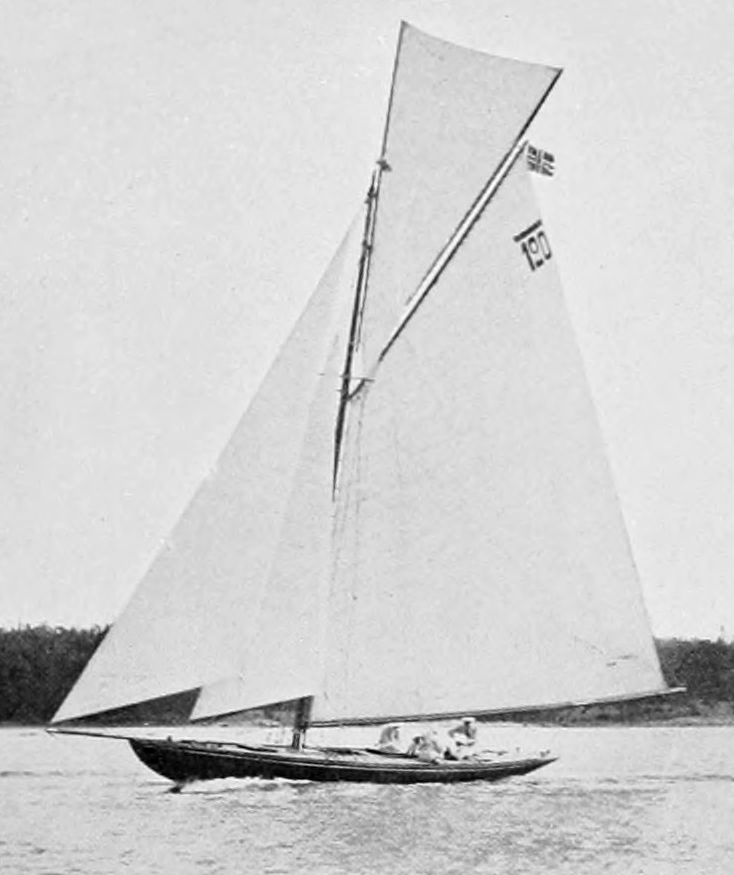
8mR-Yacht Taifun, Goldmedaille 1912

## Erfolge
Torleiv Corneliussen, der für den Kongelig Norsk Seilforening (KNS) segelte, wurde 1912 in Stockholm bei den Olympischen Spielen in der 8-Meter-Klasse (8mR)Olympiasieger. Er war Crewmitglied der Taifun, die in beiden Wettfahrten der Regatta den ersten Platz belegte und damit den Wettbewerb vor dem schwedischen Boot Sans Atout von Skipper Bengt Heyman und dem finnischen Boot Lucky Girl von Skipper Bertil Tallberg gewann. Zur Crew der Taifun gehörten außerdem Thomas Aass, Andreas Brecke und Christian Jebe, Skipper des Bootes war Thoralf Glad.